# Calle Valdenegro
La Calle Valdenegro es una calle de la Ciudad de Buenos Aires, Argentina, de los barrios de Saavedra y Villa Urquiza

## Recorrido
El recorrido de la calle Valdenegro se encuentra dentro de los barrios de Saavedra y Villa Urquiza.

### Barrio Presidente Roque Sáenz Peña
La calle Valdenedro en su paso por el Barrio Presidente Roque Sáenz Peña se convierte en la principal calle de este "sub-barrio" o "barrio no oficial" del Barrio de Saavedra.
La calle Valdenegro es además el fin de 4 pasajes del Barrio Presidente Roque Sáenz Peña. En esta zona se encuentra la Plaza 1 de marzo de 1948, plaza principal de este barrio.

## Características
Sus principales atractivos son la tranquilidad que presenta la misma, siendo mayormente residencial con casi ningún comercio sobre la misma.

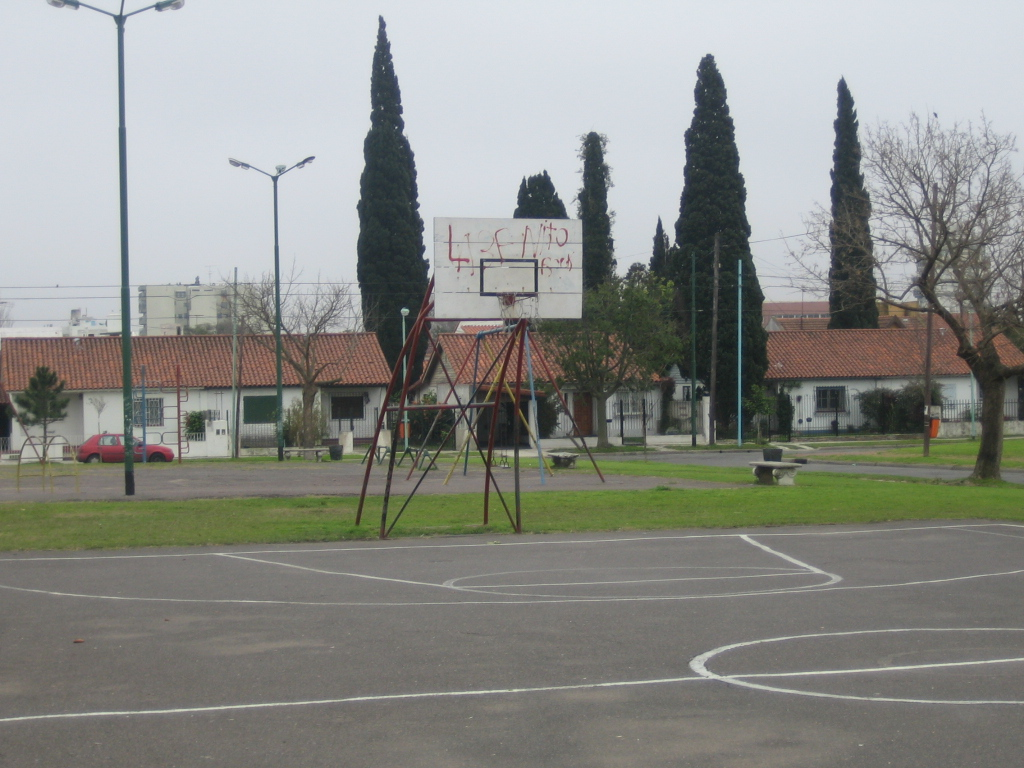
Plaza de Valdenegro. En la imagen aparece una cancha de básquet ubicada al costado de la calle Valdenegro.

## Zona residencial
La calle Valdenegro se caracteriza por ser muy tranquila, no existiendo prácticamente tráfico de vehículos en todo lo largo de la misma, sumado al hecho de no contar con ninguna línea de colectivos que la recorra.

### Parroquia del Dulcísimo Nombre de Jesús
En la calle Valdenegro al 3621 (en la cuadra entre la Avenida Crisólogo Larralde y el Pasaje Achira) se encuentra una parroquia católica muy famosa entre la gente del barrio.